# Cherré-Au
Cherré-Au is een fusiegemeente (commune nouvelle) in het Franse departement Sarthe (regio Pays de la Loire). De plaats maakt deel uit van het arrondissement Mamers. Cherré-Au is op 1 januari 2019 ontstaan door de fusie van de gemeenten Cherré en Cherreau. De gemeente telde 2.746 inwoners op 1 januari 2022.

## Geografie
De oppervlakte van Cherré-Au bedroeg op 1 januari 2022 30,37 vierkante kilometer; de bevolkingsdichtheid was toen 90,4 inwoners per km².

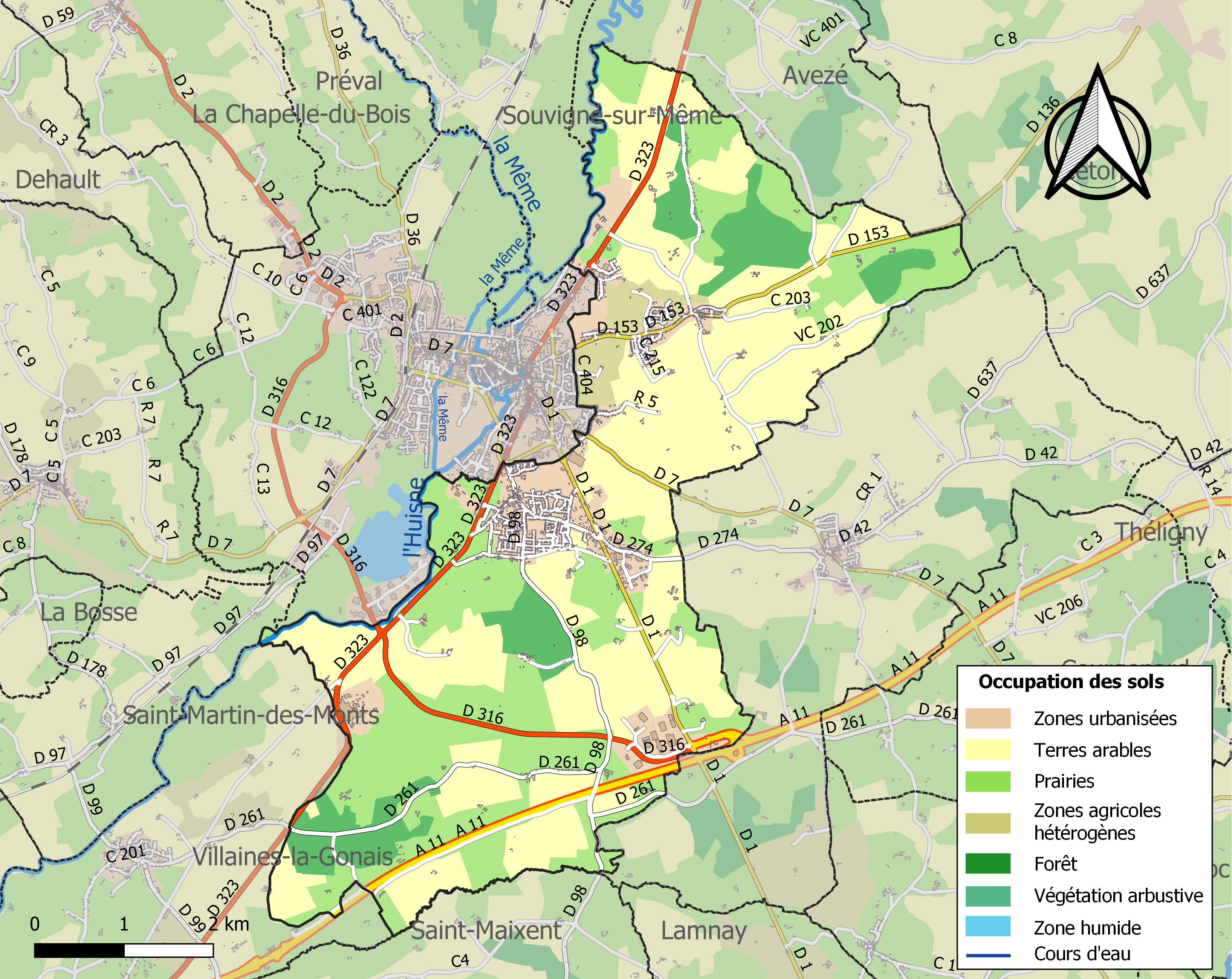
Kaart van de gemeente met de belangrijkste infrastructuur, bodemgebruik en omliggende gemeenten

## Demografie
Onderstaande figuur toont het verloop van het inwonertal (bron: INSEE-tellingen).